# Devil May Cry 4
Devil May Cry 4 es un videojuego de acción-aventura hack and slash desarrollado y publicado por Capcom. Se lanzó para PlayStation 3, Xbox 360 y Microsoft Windows. Es la cuarta entrega de la serie Devil May Cry, escrita por Bingo Morihashi y dirigida por Hideaki Itsuno. La historia sigue a Nero, un joven con poderes demoníacos que se propone detener al protagonista de la serie, Dante, tras asesinar al líder de la Orden de la Espada. El jugador asume el papel de Nero y Dante mientras luchan contra enemigos usando sus poderes demoníacos y diversas armas.
Devil May Cry 4 es la primera entrega de la serie que se lanzó simultáneamente para varias consolas. Durante su desarrollo, Capcom se centró en que cada versión lograra la misma calidad visual utilizando el motor de juego MT Framework. Alrededor de ochenta personas formaron el equipo que creó el juego. Nero se introdujo para atraer a los nuevos jugadores. La popularidad de Dante entre los jugadores resultó un desafío, ya que los desarrolladores necesitaban usarlo como personaje secundario en la historia.
La crítica recibió Devil May Cry 4 con entusiasmo. Fue elogiado por su desafiante dificultad, su apartado visual y la caracterización de Nero como nuevo protagonista. Sin embargo, recibió críticas por su retroceso en los escenarios de Dante y una cámara problemática. El juego vendió más de tres millones de unidades en todo el mundo, convirtiéndose en el título más vendido de la serie antes del lanzamiento de su secuela. Bingo Morihashi lo adaptó en una novela ligera de dos volúmenes.
Se lanzó en iOS como Devil May Cry 4: Refrain en febrero de 2011. Una versión remasterizada del juego se lanzó en junio de 2015 como Devil May Cry 4: Special Edition que agrega pistas de voz en inglés y japonés, efectos visuales y texturas mejorados, reequilibrio en el juego, disfraces adicionales y tres personajes jugables adicionales: Vergil, Lady y Trish. Una secuela, Devil May Cry 5, se lanzó el 8 de marzo de 2019.

## Argumento
En la costa de una remota tierra yace la ciudad fortificada de Fortuna. Aquí, el grupo conocido como "la Orden de la Espada" practica una misteriosa religión. Adoran al demonio guerrero Sparda, protector de la humanidad, como a un dios, a la vez que llevan a cabo su cometido, el exterminio de todos los demonios. Nero, un joven caballero de la Orden, es el elegido para dar caza a Dante, el misterioso asesino del líder de la Orden de la Espada. Al mismo tiempo, una ingente cantidad de demonios comienza a infestar toda la ciudad. ¿Tendrán relación estos eventos...? Pronto, Nero comprenderá el porqué de la aparición de Dante, y las verdaderas intenciones de la Orden de la Espada.

## Personajes principales
- Nero: Es un joven huérfano extremadamente habilidoso y sirve como Caballero Santo para la Orden de la Espada. Su carácter sarcástico lo que le hace un tipo solitario y se dedica a solucionar los asuntos sucios de la Orden. Es muy egocéntrico. Su parecido con Dante es asombroso salvo que parece algo más joven, su brazo derecho está poseído por poderes sobrenaturales y le permite desarrollar varios poderes especiales además de servirle como arma para acabar con otros demonios, también le ayuda a llegar a ciertas zonas a las que Dante no podrá llegar. Nero tiene un gran parecido en Lady porque creyeron lo mismo de Dante cuando lo vieron por primera vez: que era un demonio enemigo.

- Dante: Él y Nero protagonizan el juego. Además es hijo del Legendario Caballero Oscuro Sparda, aparecerá en Fortuna asesinando a varios miembros humanos de la Orden de la Espada dejando ahora en el aire la cuestión de por qué pasa de aniquilar demonios a asesinar humanos, aunque eso no es verdad, ya que luego podemos ver que en realidad esos supuestos humanos son demonios creados por la Orden de la Espada. Su aspecto es más maduro que en los otros Devil May Cry, con barba a medio rasurar y sus clásicas pistolas y espada. Llega a ser controlable en la parte media del juego constituyendo el complemento a la historia. Tiene notablemente más fuerza (y armas) que Nero, sin embargo es difícil manejarlo de un modo perfecto.

- Kyrie: Es la joven hermana del líder de los Caballeros Santos (Credo) y la vocalista que canta en el Festival de la Espada. Guarda en su corazón un lugar especial para Nero ya que está enamorada de este.

- Credo: Es el Supremo General de la Orden de los Caballeros Santos, la organización creada por la Orden de la Espada para la protección de Fortuna. Credo ganó su título por su habilidad excepcional con la espada. Su comportamiento austero y capacidad para guiar a cientos de hombres le ha convertido en un querido líder y camarada. Como hermano de Kyrie él también ha aceptado a Nero como un miembro más de su familia, a pesar de su constante insubordinación por su juventud. Sanctus lo matará justo antes de que podamos jugar con Dante, y rogará a Dante que salve a Kyrie y a Nero.

- Agnus: Es el alquimista principal de la Orden de la Espada. Responsable del desarrollo de tecnologías antidemoníacas y armas, además es el responsable de la espada icónica mecanizada y usada por los Caballeros Santos. Es propenso al tartamudeo, y raras veces es visto en acontecimientos de la Orden. Incluso su misma existencia es desconocida para algunos miembros de la Orden. Nos enfentraremos varias veces a este personaje (La primera vez que lo hagamos Nero conseguirá reparar la Yamato, y así se podrá usar su "Devil trigger" (Muy parecido al del hermano de Dante, Vergil) durante el resto de la historia.

- Gloria: Sirve a la orden y es meteóricamente ascendida a una alta posición de mando en la Orden de la Espada un poco después de su conexión con la fe. Su aspecto exótico y voluptuoso la aparta del resto del grupo. Sin embargo, su subida a la cima y la combinación de belleza y habilidades innatas han alimentado el odio de sus detractores cuyos labios se queman con chismes y rumores. También es un disfraz de Trish que lo revela al final de la misión 10.

En el juego también saldrán Trish (Devil May Cry) y Lady (Devil May Cry 3) juntas hablando con Dante en el despacho de su negocio de mata-demonios: ambas volverán a reaparecer.

## Características de las armas
- Nero: Nero posee 2 armas principales y una secundaria, además de Devil Bringer (brazo derecho): una espada, un revólver, y una katana (la espada de Vergil "Yamato" en Devil May Cry 3)que será conseguida después de la primera pelea contra Agnus.

-Red Queen: Fue cedida por la Orden, en su empuñadura se asemeja al manillar de una moto, al girar la empuñadura lanza una propulsión de gran alcance que se convierte en una llamarada a lo largo del borde de la hoja: Se trata del Exceed. La fuerza explosiva de esta propulsión puede sacudir a cualquier ser humano.
-Blue Rose: De gran calibre posee 6 disparos, fue modificada por Nero y posee dos cañones que permiten dos disparos simultáneos capaces de atravesar la armadura más sólida. Aunque la Orden piensa que la espada es la única arma verdaderamente honorable y que las armas de fuego son vulgares, hacen una excepción y permiten a Nero ser el único miembro de la Orden para utilizar una de ellas.
-Devil Bringer: Es el brazo derecho de Nero, el cual está imbuido de poder demoníaco y tiene habilidades como atraer enemigos, estamparlos contra el suelo, e incluso usarlos como escudo. También se usa en distintos niveles para pasar de unas zonas a otras, activar cuchillas giratorias o parar el tiempo.
-Yamato: Es la espada del fallecido hermano de Dante, y permite a Nero desarrollar todo su poder demoníaco (como el Devil Trigger de Dante). Al usar la katana, detrás de Nero sale una sombra azul de un demonio que imita sus acciones, y esto aumenta su poder considerablemente. Esta se parece mucho a Vergil, en anteriores sagas de Devil May Cry.
- Dante: Dante posee varias armas como en el resto de juegos de Devil May Cry y diferentes estilos de combate: Su espada, sus pistolas, su escopeta, una guadaña, un maletín y una armadura para combate cuerpo a cuerpo.

- Rebellion: El arma principal de Dante es esta espada que fue heredada de su padre (Sparda), cuya empuñadura está decorada con forma de esqueleto humano. Después de la primera pelea con Vergil (en una saga anterior), la sangre de dante revive el filo de Rebellion y se potencia, cambiando el aspecto de la empuñadura y aumentando su daño.
- Ebony & Ivory: Clásicas armas de dante disponible en las versiones anteriores de DMC.
- Coyote-A: Una escopeta recortada que tiene gran potencia pero poca velocidad, muy potente a distancias cortas y medias. La lleva desde Devil may cry 3.
- Gilgamesh: Formada por unos guantes y botas de acero. Es un arma lenta comparada con Rebellion, pero su potencia es mucho mayor. Además, cada uno de sus ataques se puede cargar para hacer más daño. Los guantes llevan un motor que cuando se carga el ataque comienza a vibrar y soltar vapor y fuego; las botas llevan otro motor giratorio parecido al de los guantes. Lo consigue al acabar con el demonio Echidna en el Bosque de las Ruinas. Es similar a Ifrit que se consigue en Devil May Cry 1 y a Beowulf de Devil May Cry 3.
- Pandora: Es un maletín capaz de transformarse en 666 objetos distintos, entre los que se destacan una ballesta, una ametralladora, un bazooka, un lanzacohetes gigante, un cañón láser, una cuchilla gigante, una torreta lanzamisiles con la capacidad de volar o simplemente se abre la caja de pandora para eliminar a todos los enemigos de la zona . Lo consigue al derrotar al demonio Dagon confundido comúnmente con su similar hermano Bael en el Castillo Fortuna.
- Lucifer: es un arma de distancia media. Está representada por una calavera con 2 extremidades a modo de guadaña que se sitúa en la espalda de Dante como una mochila. Ésta permite lanzar finas espadas de energía de color carmesí que explotan al cabo de unos segundos, también pueden ser detonadas automáticamente lanzando una rosa. Lo consigue al acabar con el demonio Berial.

## Enemigos Jefes
Berial: Es un demonio con un gran parecido a un centauro pero es mitad demonio mitad león con la excepción de que berial es gigante, tiene llamas de fuego que salen de su cuerpo, es un enemigo muy resistente y fuerte al principio del juego, pero si se consiguen apagar sus llamas será un blanco débil.
Dagon: Es un demonio hermano de Bael que tiene gran parecideo con una rana solo que este porta hielo en su espalda y tiene dos antenas que al final tienen a dos demonios parecidos a mujeres desnudas que despiden un aura roja.
Bael: Es el primer demonio con forma de rana al que te enfrentas (con Nero), a diferencia de Dagon (y al parecer de todos sus hermanos), los dos demonios al final de sus antenas despiden un aura azul.
Echidna: Es un demonio femenino la cual parece un dragón de plantas volador, puede lanzar a sus lacayos o incluso arraigar en el suelo para lanzarte por los aires con sus afiladas raíces, es bastante resistente al daño.
Credo Angelo: La forma angelical de Credo, que es corrompida por Sanctus. Credo es el supremo general de la Orden de la Espada, hermano de Kyrie. Nos tendremos que enfrentar a él en el "Cuartel General A" con Nero.
Agnus Angelo: La forma angelical de Agnus, también corrupta por Sanctus. Es el alquimista máximo de la Orden de la Espada, lucharemos contra este personaje varias veces. No luchará solo, sus lacayos, que él mismo ha creado, con forma de espada demoníaca, intentarán acabar con nosotros.
Sanctus: Es un anciano, líder de la Orden de la Espada y jefe final que pelea contra Dante y Nero durante las últimas misiones del juego. También es el responsable de liberar a los demonios con el fin de crear caos en el mundo para después salvarlo y ganar la reputación de "Salvador". Controla a un demonio gigante con forma similar al venerado Sparda.
El Salvador: Es un demonio creado por la Orden de la Espada. Se asemeja a un dios, pero tiene un fin completamente distinto. Con él, Sanctus pretende salvar el mundo para después dominarlo y así ser venerado igual que a Sparda.

## Recepción
Devil May Cry 4 recibió revisiones "generalmente favorables", de acuerdo con la página de crítica y reseñas Metacritic.
Xbox World Australia le dio al juego 90/100, diciendo que "Devil May Cry 4 es todo lo que debe ser un videojuego hack and slash y algo más. Tristemente falla con el diseño de niveles repetidos y una cámara moderadamente molesta, pero en el gran esquema de cosas, estos son solo defectos menores". PSM3 le dio al juego un 80 de 100. La revista discutió la dificultad del juego, diciendo: "La mayoría de los juegos en estos días tienden a sostener tu mano todo el tiempo ... Devil May Cry no es así. Te arrojará un millón de demonios porque quiere, pondrá media docena de peleas arbitrarias en un tramo de 30 pies de distancia, te forzará a sobrevivir durante siglos con un pedacito de salud ... y luego te daré una D al final del nivel porque no estabas haciendo suficientes combos".
1UP.com lo calificó con una A-, alabando la jugabilidad y el aspecto "predeciblemente resbaladizo", pero criticó la "división del duro rock industrial ... que ensucia a DMC3 [y] regresa aquí" y el enfoque "excesivamente frugal" del juego diseño". GameTrailers lo calificó con un 8.6/10, y alabó la actuación de voz mientras criticaba el diálogo cursi. IGN le dio un 8.7 diciendo: "Ya sea en la PS3 o la 360, los fanáticos de la acción obtendrán una experiencia increíble con este juego, y si tienes uno de los dos sistemas, te lo pasarás genial". Sin embargo, la revisión también señaló que, contrariamente a la afirmación de Kobayashi, "Dante simplemente no tiene casi tantas armas como lo hizo en DMC3" y descubrió que "la cantidad de retrocesos y repeticiones hace que el juego se sienta un poco entusiásticamente terminado en el departamento de diseño". GameSpy le dio 4 estrellas de 5, afirmando que "DMC4 tiene éxito en muchos niveles porque fusiona el servicio de los fanáticos con un juego entretenido", y encuentra que "visualmente, DMC4 es una dínamo". La revisión también elogió a Nero por"[traer] algo fresco a la franquicia" y por ser "sin embargo, también afirman que "abarata un poco las cosas que el equipo haya optado por reciclar activos en lugar de mostrarnos más de este mundo rico" y proclamar la "banda sonora irritante del encuentro industrial". en Hyper, Dirk Watch elogió el juego por "verse bien, con combos en abundancia y ser más divertido que Devil May Cry 3". Sin embargo, lo criticó por "seguir jugando como Devil May Cry 2, así como el ritmo picado y el diseño de niveles".
El creador original de la serie, Hideki Kamiya, dijo que usó este juego sirvió como investigación al desarrollar Bayonetta, un juego de acción que usaría un estilo similar y que tomaba prestados elementos de la serie Devil May Cry. En 2010, el juego se incluyó como uno de los títulos en el libro de los 1001 videojuegos que debes jugar antes de morir.

## Ventas
Capcom esperaba que Devil May Cry 4 obtuviera 1.8 millones de unidades al final de su año fiscal respetado. El 20 de febrero de 2008, el presidente de Capcom Haruhiro Tsujimoto anunció en un comunicado de prensa que el juego vendió 2 millones de copias en su primer mes, por lo que es el título más vendido de la serie. Al final del año de lanzamiento del título, había vendido 2.32 millones de copias y alcanzaría el hito de 3 millones de unidades vendidas para el 31 de diciembre de 2014. Christian Svensson de Capcom notó en las ventas de la versión para PC en los EE. UU. que no cumplió sus deseos, mientras que una versión de descarga digital solo estaba disponible en forma de piratería ya que Capcom Japón no permitió que el juego se vendiera en línea. (Un lanzamiento de distribución digital para PC estuvo disponible más de un año después).
En julio de 2015, Capcom anunció que la edición especial se vendió bien, con la mayoría de las unidades vendidas digitalmente. Citaron además que las ventas digitales de la "edición especial" fueron un factor clave para su crecimiento general durante el trimestre fiscal.

## Medios
Después de la popularidad del juego, una adaptación novelizada de dos volúmenes del juego llamado Devil May Cry 4: Deadly Fortune fue lanzado en 2009 por Capcom. Es una novela gráfica de dos volúmenes escrita por Bingo Morihashi y su escritor asistente Yasui Kentarou.
La novela cubre la historia de Devil May Cry 4 y los eventos que sucedieron antes. Se expande la historia de fondo de Nero, ya que se revela que fue abandonado en Fortuna cuando era bebé. Por un personaje no identificado (fuertemente insinuado como el hermano de Dante, Vergil) siguiendo los pasos de Sparda también aparece en la novela un flashback de cuando Nero fue encontrado en Fortuna, así como en un sueño antes de que Nero esgrima a Yamato por primera vez. Durante la novela, Nero a menudo se compara con Vergil; Dante no puede entender la conexión entre los dos. El final también se amplía cuando Nero abre su propio negocio de caza de demonios después de la Orden de la Espada. En el epílogo, Bingo escribió que estas escenas eliminadas estaban destinadas a ser incluidas en el videojuego, pero no se incluyeron debido a algunas razones de producción.